# Guerre civile en Rus' (1094-1097)
La guerre civile en Ru's (1094-1097) est un conflit militaire opposant les princes Oleg, Davyd et Iaroslavl aux prince de Kiev Sviatopolk II, de Tchernigov Vladimir II Monomaque et leurs alliés pour la principauté de Tchernigov.  Malgré les nombreuses défaites tactiques des Sviatoslavich, la guerre se termina par la restauration  de leurs droits sur l'héritage paternel.

## Histoire
La guerre oppose d'une part les fils de Sviatoslav II Oleg Sviatoslavitch, Davyd Sviatoslavitch et Iaroslav Sviatoslavitch à d'autre part le prince de Kiev Sviatopolk II, le prince Vladimir Monomaque et leurs alliés du triumvirat de Iaroslavitch (ru). Les deux parties doivent d'ailleurs faire face aux Coumans et leurs raides sur les terres Rus'. Les Sviatoslavitch veulent la restitution de l'héritage de leurs pères prit par les seconds. En 1094, Tchernigov tombe aux mains des Sviatoslavitch. Deux ans plus tard intervient la campagne de Mourom, où le prince Oleg lance une campagne contre Vladimir Monomaque et le prince de Mourom Izyaslav Vladimirovitch (un des fils de Monomaque). À la suite de la bataille, Oleg reprend la ville, Monomaque par vers le nord-est et Izyaslav meurt.
Le fils de Monomaque, Mstislav Vladimirovitch, apprend qu'Oleg revendique Mourom, mais prétend aussi sur les terres de Rostov-Souzdal. Il envoie alors une lettre à Oleg où il admet que son frère Izyaslav est mort et qu'il faut arrêter les combats.
Oleg ne souhaite pas entendre Mstislav, et se prépara à la guerre, en s'alliant à son frère Iaroslav Sviatoslavitch. Il envoya ce frère en patrouille, tandis que lui avec son armée s'installèrent dans un champ près de Rostov. Mstislav Vladimirovitch rassembla une grande armée de Novgorodiens, et Iaroslav et Oleg se retirèrent à Souzdal. Les deux derniers incendièrent les fortifications de Souzdal, mais laissèrent intact les monastères, puis partirent à Mourom. Mstislav envoya une lettre pour lui proposer la paix. Oleg, comprenant qu'il serait difficile de vaincre Mstislav, a répondu par un message avec des assurances de paix, et Mstislav autorisa son armée à se disperser dans les villages environnant de Souzdal pour se nourrir.
Le stratagème marcha, et Oleg et ses troupes apparurent non loin du camp de Mstislav sur la rivière Kliazma. Mais contrairement à ce que pensait Oleg, Mstislav ne fuit pas, et rassembla vite son armée. Pendant quatre jours, près de Souzdal, les deux opposants se tirent les uns devant les autres, sans déclencher la bataille. Au cinquième jour, le frère Viatcheslav de Mstislav arriva, accompagné d'une armée de Polovtses. Réalisant qu'il ne pouvait plus hésiter, Oleg déclencha la bataille le sixième jour. Oleg fut vaincu, et s'enfuit,,.

## Dénouement
À la suite de la bataille, il fut convoqué le Congrès de Lioubetch entre les différents partis,. Le congrès confirma les droits de Monomaque sur le nord-est de la Russie, dont Souzdal,.